# Clasificarea Industrială Internațională Standard
Clasificarea Industrială Internațională Standard  (abreviere: ISIC) sau, în engleză, International Standard Industrial Classification of All Economic Activities (abreviat ISIC) este clasificarea sistematică a tuturor activităților economice a cărei finalitate este aceea de a stabili la nivel global codificarea lor armonizată . Aceasta clasificare este utilizată pentru a se cunoaște nivelurile de dezvoltare, de cerințe, de standardizare, de politici economice și de politici industriale, printre alte utilități.
Fiecare țară are, în general, o clasificare industrială proprie, făcută de forma cea mai adecvata pentru a răspunde propriilor lor circumstanțe individuale și al gradului de dezvoltare al acelei economii. Deoarece nevoile de clasificare industrială variază, fie pentru analize la nivel național fie în scopuri de comparație internațională, Clasificarea Industrială Internațională Standard a tuturor Activităților Economice (ISIC) ajută țărilor să producă date care sa fie în acord cu categoriile comparabile la nivel internațional.
ISIC joacă un rol important în ce privește furnizarea tipului de defalcare pe activitate necesară pentru compilarea conturilor naționale din punctul de vedere al producției.

## Versiuni
Cea mai recentă versiune de clasificare, ISIC Rev. 4, a fost lansată oficial pe 11 august 2008.

## Scopuri propuse
- Scopul său principal este de a oferi un set de categorii de activități care sa se poată utiliza atunci când se fac diferențieri intre statistici în conformitate cu astfel de activități.

- Scopul secundar al ISIC este de a prezenta acest set de categorii de activități în așa fel încât entitățile pot fi clasificate în funcție de activitatea economică pe care o desfășoară.[2]

## Structura
Nivelul superior al clasificarii este format din următoarele secțiuni:
- A - Agricultură, silvicultură și pescuit
- B - Exploatarea minelor și carierelor
- C - Industriile de prelucrare (de manufactură)
- D - Furnizarea de energie electrică, gaz, abur și aer condiționat.
- E - Furnizarea de apă; canalizare, gestionarea deșeurilor și activități de salubrizare
- F - Construcții
- G - Comerțul cu ridicata și cu amănuntul; repararea autovehiculelor și motocicletelor
- H - Transport și depozitare
- Mi - Servicii de Cazare și de alimentație publică
- J - Informații și comunicații
- K - Activități financiare și de asigurări.
- L - Activități imobiliare
- M - Activități profesionale științifice și activități profesionale tehnice.
- N - Servicii administrative și servicii de asistență
- O - Administrație publică și apărare; asigurări sociale de afiliere obligatorie
- P - Predare (Învățământ)
- Q - Servicii sociale și servicii relaționate cu sănătatea umană.
- R - Arte, divertisment și recreere
- S - Alte tipuri de servicii
- T - Activități specifice gospodăriilor în calitate de angajatori, activități nediferențiate in materie de producție de bunuri și de servicii gospodărești pentru uzul propriu.
- U - Activități ale organizațiilor și organismelor extrateritoriale

Corespondența între clasificarea pe sectoare economice și cea a ISIC:
| TEORIA               | PRACTICA  |
| SECTORUL             | SECȚIUNEA |
| SUB-SECTORUL         | DIVIZIA   |
| RAMURA DE ACTIVITATE | GRUP      |
| ACTIVITATE           | CLASA     |

## Adaptări

### Uniunea Europeană (NACE)
Nomenclatura statistică a activităților economice în Comunitatea Europeană (NACE) este sistemul de clasificare a activităților economice utilizate în Uniunea Europeană. Are ca bază ISIC Rev. 3.

#### Spania (CNAE)
În Clasificarea Națională a Activităților Economice (CNAE)-2009, rezultată din procesul internațional de revizuire denumit Operațiunea 2007, a fost elaborat în conformitate cu condițiile stabilite în Regulamentul CE 1893/2006 de aprobare a Nomenclatorii statistice ale activităților economice din Comunitatea Europeană (NACE) Rev.2.